# Ngletih (Kandat)
Ngletih is een bestuurslaag in het regentschap Kediri van de provincie Oost-Java, Indonesië. Ngletih telt 3227 inwoners (volkstelling 2010).